# Parc Central (Cluj-Napoca)
Pour les articles homonymes, voir Parc Central.
Le parc Central Simion Bărnuțiu (en roumain : Parcul Central Simion Bărnuțiu), souvent appelé simplement parc Central, est un parc urbain situé à Cluj-Napoca en Roumanie. Il s'agit de l'un des principaux espaces verts de Cluj-Napoca.

## Situation et accès
Le parc est délimité par le stade Cluj Arena à l'ouest, le théâtre hongrois à l'est, la rivière Someșul Mic au nord et la rue Iuliu Hossu (strada Iuliu Hossu, anciennement Pavlov) au sud. 

## Origine du nom
Il porte le nom de l'homme politique roumain Simion Bărnuțiu (1808-1864).

## Historique

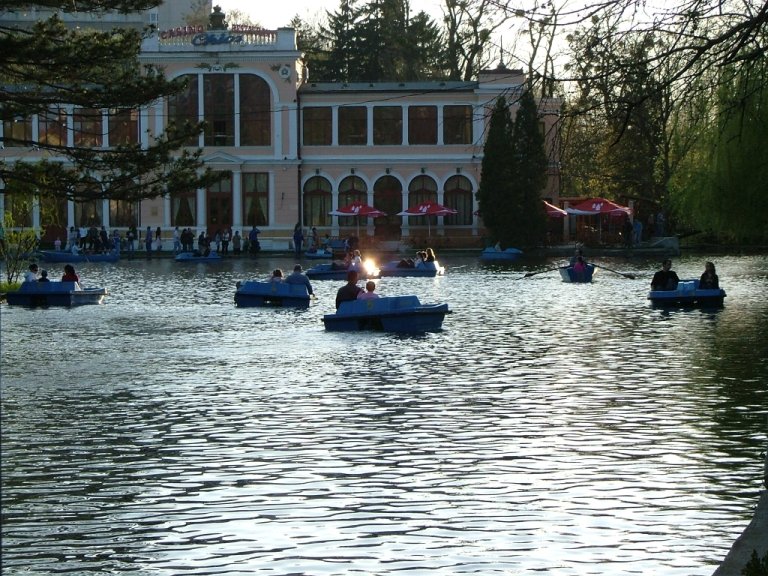
Le lac et l'ancien casino.

Les bases du parc central de Cluj ont été posées en 1827 à l'initiative de l'Association de bienfait des femmes (en hongrois : Jóltevő Asszonyi Egyesület). Cependant, la structure actuelle du parc (lac, bâtiments, certaines allées) ne date que de la fin du XIXe siècle.

## Éléments et constitution du parc

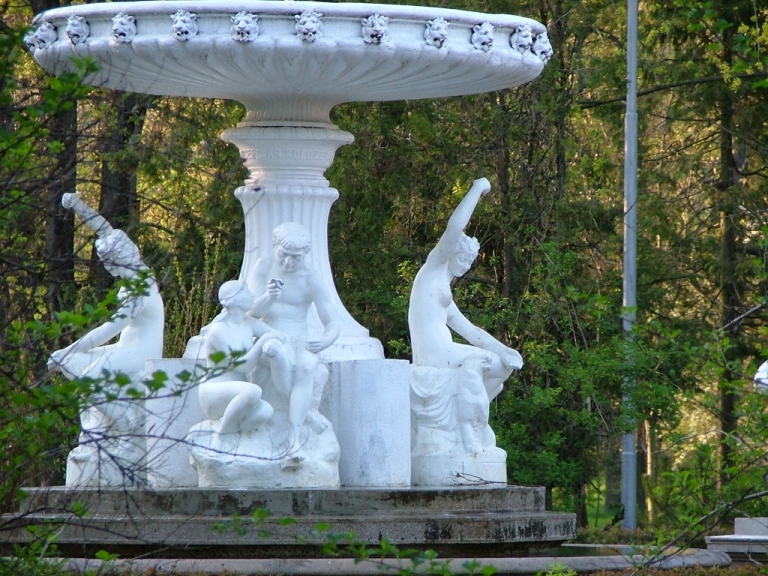
La fontaine.

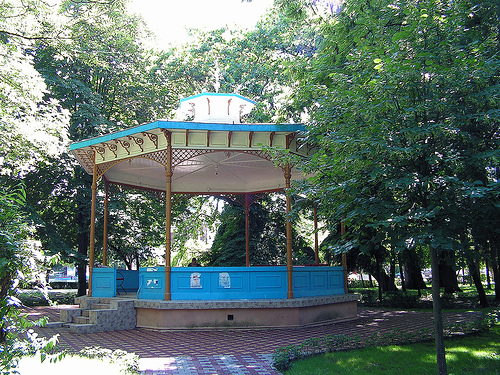
Le kiosque à musique.

Situé sur la rive droite de Someșul Mic, le parc Central a une surface de 13 ha, dont 1,2 ha de plan d'eau. Il fait face au parc de la Citadelle qui s'étend sur la rive gauche de la rivière.
Au niveau de la structure, l'élément principal du parc est l'allée centrale qui le traverse d'un bout à l'autre sur l'axe est-ouest. Cette allée relie le théâtre hongrois, situé à l'extrémité est du parc, au stade de football Cluj Arena situé à l'extrémité ouest. Toutes les autres allées du parc ont été établies par rapport à l'allée centrale.
La plupart des bâtiments du parc (l'ancien casino, l'ancien bâtiment de la philharmonie, le kiosque à musique) se trouvent du côté sud de l'allée centrale, alors que le côté nord n'abrite que l'un des bâtiments (les ateliers) de l'université d'art.
Le parc comprend aussi une fontaine artésienne et plusieurs monuments (statues d'écrivains, sculptures contemporaines, etc.).
Des espaces de jeux, tant pour les enfants que pour les grands, se trouvent tout au long du parc.

## Faune et flore
La faune du parc comprend plusieurs espèces de poissons peuplant le lac, plusieurs espèces d'oiseaux (canards, cygnes, merles etc.) et quelques mammifères (notamment des écureuils).
La plupart des arbres du parc sont plus que centenaires. Les espèces principales sont le marronnier, le platane, le chêne et plusieurs espèces d'arbrisseaux. 

## Événements
Le parc central est l'un des lieux favoris des Clujois qui pratiquent le jogging.
Pendant la saison chaude, le parc abrite plusieurs événements culturels : des spectacles, des concerts, etc.

## Galerie

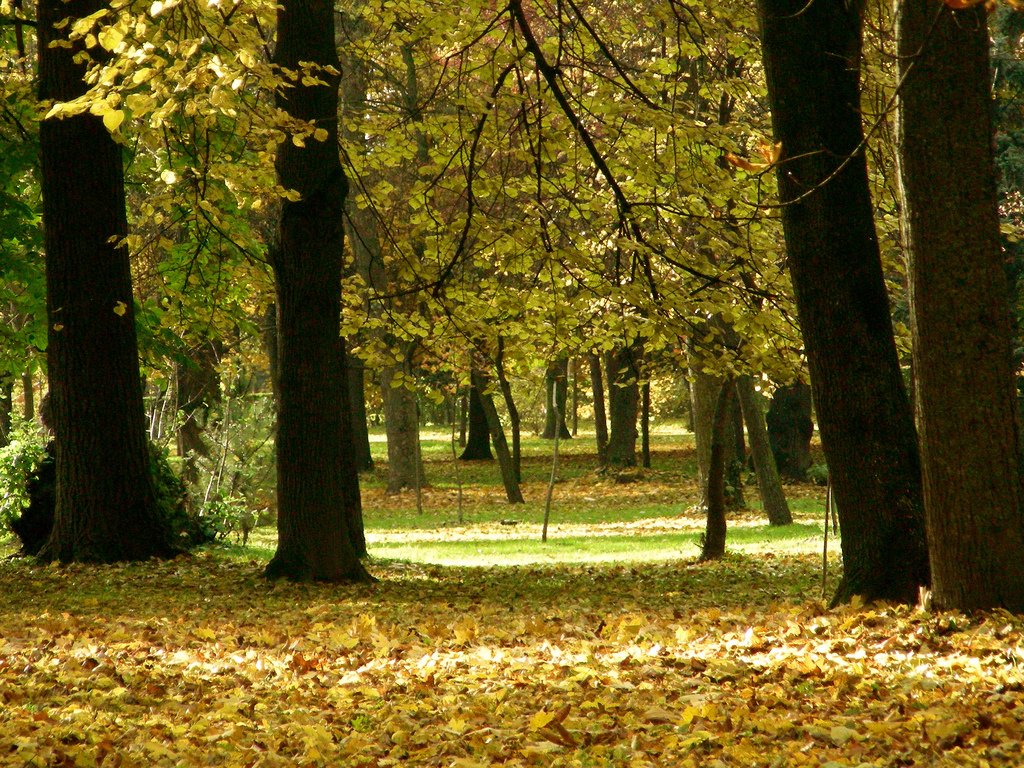
Parc central.
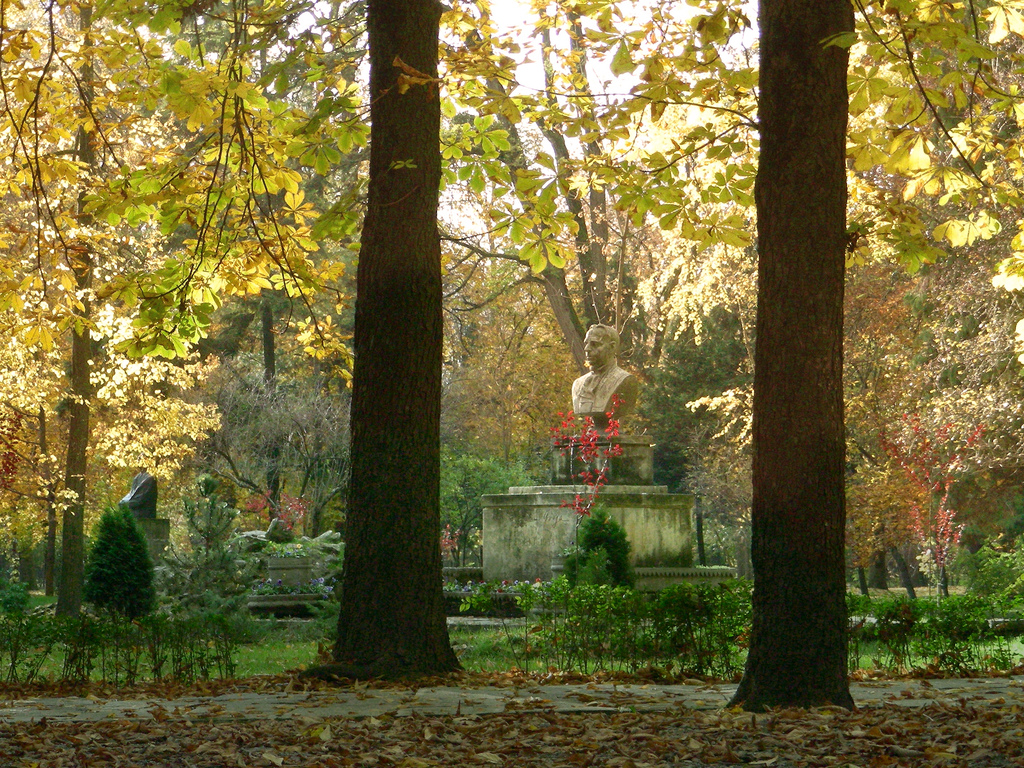
Parc central.
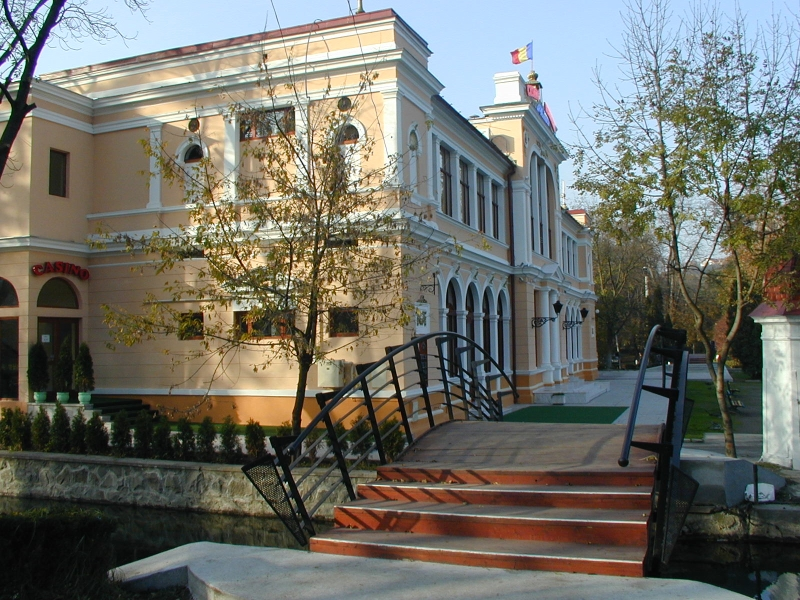
Le casino.